# Raión de Dniéster
Raión de Dniéster (en ucraniano: Дністровський район) es un raión o distrito de Ucrania en el óblast de Chernivtsí. La capital es la ciudad de Kelmentsí.

## Demografía
Según estimación 2020 contaba con una población total de 157800 habitantes.

## Otros datos
El código КАТOТТG es UA73040000000031528.